# Hugh Conway
Frederick John Fargus, mest känd under författarnamnet Hugh Conway född 26 december 1847 i Bristol, död 15 maj 1885 i Monte Carlo, var en brittisk författare.
Fargus skrev ett flertal romaner och novellsamlingar av underhållningstyp, däribland debutboken Called back (1883), som vann stor popularitet och mycket snart översattes till de flesta europeiska språk. De flesta av Fargus arbeten finns i svensk översättning.